# Zagrobki
Zagróbki [pronunciación en polaco: /zaˈɡrupki/] es un pueblo en el distrito administrativo de Gmina Daszyna, dentro del condado de Łęczyca, Voivodato de Łódź, en el centro de Polonia. Se encuentra a unos 6 kilómetros al oeste de Daszyna, a 15 kilómetros al noroeste de Łęczyca, y a 49 kilómetros al noroeste de la capital regional Łódź.